# Andrej Barbašinski
Andrej Stanislavovič Barbašinski (rusko Андрей Станиславович Барбашинский), beloruski rokometaš, * 4. maj 1970, Ašmjanj.
Leta 1992 je na poletnih olimpijskih igrah v Barceloni v sestavi Združene ekipe osvojil zlato olimpijsko medaljo.